# Stéphane Santini
Pour les articles homonymes, voir Santini.
Stéphane Santini est un footballeur français, devenu entraîneur, né le 15 avril 1973 à Saint-Étienne. Il est le fils du footballeur et entraîneur Jacques Santini.

## Carrière de joueur
Stéphane Santini intègre le centre de l'ASSE où il fait ses classes.
Il est lancé par son père, alors entraineur de l'ASSE en D1 au stade de la Meinau face au RC Strasbourg alors qu'il vient de fêter ses 20 ans. Il reste 5 saisons dans le groupe pro de Saint-Etienne et suit le club en D2 avant d'être transféré au FC Sochaux. On le retrouve en Suisse au FC Lausanne-Sport avec qui il participe à la Coupe UEFA 2000-2001.
Il fait un passage par l'AS Cannes et l'Aviron bayonnais en National avec qui il participe au beau parcours en Coupe de France 2004.
Il rejoint ensuite son Forez natal et le club de l'ASF Andrézieux en CFA comme joueur avant de rentrer dans le staff technique.

## Carrière d'entraîneur
Dès la saison 2007-2008, il entraîne les 18 ans d'Andrézieux qu'il mène au titre de champion. L'année suivante, il succède à Daniel Zorzetto à la tête de l'équipe première de l'ASF Andrézieux. Il est en 2013 l'entraîneur du Monts d'Or Azergues Foot.